# 汾城鼓楼
35°49′10″N 111°16′20″E / 35.81944°N 111.27222°E
汾城鼓楼位于中国山西省襄汾县汾城镇城内，为清康熙四十七年重建。
汾城鼓楼为二层，高15米，斗拱飞檐，十字歇山重檐楼阁式。汾城鼓楼并不在县城中心位置，而是位于城内南侧，靠近南门处，东西与南北干道交汇处。方形底座，以十字券洞式拱门通向东、南、北三个方向的城门。
2006年5月25日，汾城鼓楼作为汾城古建筑群的子项目，由中华人民共和国国务院公布为第六批全国重点文物保护单位，编号6-384。